# Cathartosilvanus
Cathartosilvanus es un género de coleóptero de la familia Silvanidae.

## Especies
Las especies de este género son:
- Cathartosilvanus aitkenae Halstead
- Cathartosilvanus imbellis LeConte
- Cathartosilvanus opaculus LeConte
- Cathartosilvanus tropicalis Van Dyke
- Cathartosilvanus vulgaris Grouvelle